# Prix de littérature de Brême
Le Prix de littérature de Brême (Literaturpreis der Stadt Bremen, auparavant Prix de littérature de la Ville libre hanséatique de Brême) est un prix littéraire décerné par le Sénat de la ville hanséatique libre de Brême depuis 1954.

## Histoire
En 1952, le Sénat crée la Fondation Rudolf Alexander Schröder en vue d'attribuer un prix littéraire qui sera décerné pour la première fois en 1954 à l'occasion du 75e anniversaire de l'écrivain Rudolf Alexander Schröder.
En 1959, le jury est dupé par le refus du Sénat d'attribuer le prix à Günter Grass pour Le Tambour (Die Blechtrommel) et démissionne en très grande partie.
Le prix est doté de 25 000 euros (depuis 2021). En outre, un prix d'encouragement de 25 000 euros est décerné depuis 1977 et financé par la compagnie d'assurance publique Öffentliche Versicherung Bremen (de) (ÖVB) depuis 2005.
Alexander Kluge est le seul auteur à avoir reçu ce prix à deux reprises (1979 et 2001).

## Lauréats

### 1954 à 1975
- 1954 : Heinrich Schmidt-Barrien pour Tanzgeschichten, Ein Reigen aus dem Leben
- 1955 : Ilse Aichinger pour Der Gefesselte, récit, et Herbert Meier pour Die Barke von Gawdos, pièce en 3 actes
- 1956 : Ernst Jünger pour Am Sarazenenturm
- 1957 : Ingeborg Bachmann pour le volume de poésie Anrufung des großen Bären et Gerd Oelschlegel pour Romeo und Julia in Berlin, pièce
- 1958 : Paul Celan pour ses volumes de poésie Mohn und Gedächtnis et Von Schwelle zu Schwelle
- 1959 : Rolf Schroers pour In fremder Sache, récit
- 1960 : comme le Sénat de Brême a rejeté Günter Grass, aucun prix n'a été décerné
- 1961 : prix non attribué
- 1962 : Siegfried Lenz pour sa pièce Zeit der Schuldlosen (de)
- 1963 : Herbert Heckmann pour Benjamin und seine Väter, roman
- 1964 : Christa Reinig pour Gedichte
- 1965 : Thomas Bernhard pour son roman Frost
- 1966 : Wolfgang Hildesheimer pour son roman Tynset
- 1967 : Hans Günter Michelsen pour sa pièce Helm
- 1968 : Helga M. Novak pour Colloquium mit vier Häuten, poèmes et ballades
- 1969 : Horst Bienek pour Die Zelle, roman
- 1970 : Christian Enzensberger pour son essai Größerer Versuch über den Schmutz (l'auteur a refusé le prix)
- 1971 : Gabriele Wohmann pour Ernste Absicht, roman
- 1972 : Jürg Acklin pour son texte Alias
- 1973 : Günter Herburger pour Die Eroberung der Zitadelle, récit
- 1974 : Jurek Becker pour Irreführung der Behörden, roman
- 1975 : Franz Innerhofer pour Schöne Tage, roman

### 1976 à 2000
- 1976 : Paul Nizon pour Stolz, roman
- 1977 : Nicolas Born pour Die erdabgewandte Seite der Geschichte, roman et Heinar Kipphardt pour März, roman ; prix d'encouragement à Karin Kiwus pour Von beiden Seiten der Gegenwart, poèmes
- 1978 : Christa Wolf pour Kindheitsmuster ; prix d'encouragement à Maria Erlenberger pour Der Hunger nach Wahnsinn, prose
- 1979 : Alexander Kluge pour Neue Geschichten, Hefte 1-18, Unheimlichkeit der Zeit ; prix d'encouragement à Uwe Timm pour Morenga, roman
- 1980 : Peter Rühmkorf pour Haltbar bis Ende 1999, poèmes ; prix d'encouragement à Peter-Paul Zahl pour Die Glücklichen, roman picaresque
- 1981 : Christoph Meckel pour Suchbild. Über meinen Vater et Säure, poèmes ; prix d'encouragement à Werner Kofler pour Aus der Wildnis, deux fragments
- 1982 : Peter Weiss pour Die Ästhetik des Widerstands ; prix d'encouragement à Franz Böni pour Die Wanderarbeiter, roman
- 1983 : Erich Fried pour Das Nahe suchen, recueil de poésie ; prix d'encouragement à Clemens Mettler pour Gleich einem Standbild, so unbewegt, récit
- 1984 : Paul Wühr pour Das falsche Buch, roman ; prix d'encouragement à Bodo Morshäuser pour Die Berliner Simulation, récit
- 1985 : Rolf Haufs pour Juniabschied, poèmes ; prix d'encouragement à Herta Müller pour Niederungen, prose
- 1986 : Volker Braun pour Hinze-Kunze-Roman ; prix d'encouragement à Eva Schmidt pour Ein Vergleich mit dem Leben, récit
- 1987 : Jürgen Becker pour Odenthals Küste, poèmes ; prix d'encouragement à Daniel Grolle pour Keinen Schritt weiter, récit
- 1988 : Peter Handke pour Nachmittag eines Schriftstellers & Die Abwesenheit ; prix d'encouragement à Evelyn Schlag pour Die Kränkung, récit
- 1989 : Ingomar von Kieseritzky pour Das Buch der Desaster, roman ; prix d'encouragement à Norbert Gstrein pour Einer, récit
- 1990 : Wilhelm Genazino pour Der Fleck, die Jacke, die Zimmer, der Schmerz, roman ; prix d'encouragement à Irina Liebmann pour Mitten im Krieg
- 1991 : Fritz Rudolf Fries pour Die Väter im Kino, roman ; prix d'encouragement à Thomas Strittmatter pour Raabe Baikal, roman
- 1992 : Ror Wolf pour Nachrichten aus der bewohnten Welt ; prix d'encouragement à Durs Grünbein pour Schädelbasislektion, poèmes
- 1993 : Georges-Arthur Goldschmidt pour Der unterbrochene Wald, récit ; prix d'encouragement à Hans-Ulrich Treichel pour Von Leib und Seele, rapports
- 1994 : Wolfgang Hilbig pour Ich, roman ; prix d'encouragement à Peter Weber pour Der Wettermacher, roman
- 1995 : Reinhard Lettau pour Flucht vor Gästen, roman ; prix d'encouragement à Marion Titze pour Unbekannter Verlust, roman
- 1996 : Elfriede Jelinek pour Die Kinder der Toten, roman ; prix d'encouragement à Jens Sparschuh pour Der Zimmerspringbrunnen, roman sur la patrie (Heimat)
- 1997 : Michael Roes pour Rub’ al-Khali – Leeres Viertel, invention sur le jeu théâtral ; prix d'encouragement à Stefanie Menzinger pour Wanderungen im Inneren des Häftlings, roman
- 1998 : Einar Schleef pour Droge Faust Parsifal ; prix d'encouragement à Brigitte Oleschinski pour Your passport is not guilty, poèmes
- 1999 : Dieter Forte pour In der Erinnerung, roman ; prix d'encouragement à Judith Hermann pour Sommerhaus, später, récit
- 2000 : Adolf Endler pour Der Pudding der Apokalypse, poèmes ; prix d'encouragement à Christa Estenfeld pour Menschenfresserin, récit

### Depuis 2001
- 2001 : Alexander Kluge pour Chronik der Gefühle ; prix d'encouragement à Raphael Urweider pour Lichter in Menlo Park, poèmes
- 2002 : W. G. Sebald posthum pour Austerlitz, roman ; prix d'encourragement à Juli Zeh pour Adler und Engel, roman
- 2003 : Ulrich Peltzer pour Bryant Park, récit ; prix d'encouragement à Andreas Schäfer pour son histoire Auf dem Weg nach Messara
- 2004 : Lutz Seiler pour son volume de poésie Vierzig kilometer nacht ; prix d'encouragement à Jörg Matheis pour Mono, récit
- 2005 : Brigitte Kronauer pour son roman Verlangen nach Musik und Gebirge ; prix d'encouragement à Antje Rávic Strubel pour son roman Tupolew 134
- 2006 : Reinhard Jirgl pour son roman Abtrünnig ; prix d'encouragement à Svenja Leiber pour son volume d'histoire Büchsenlicht
- 2007 : Felicitas Hoppe pour son roman Johanna ; prix d'encouragement à Saša Stanišić pour son roman Wie der Soldat das Grammofon repariert
- 2008 : Hans Joachim Schädlich pour son volume d'histoire Vorbei ; prix d'encouragement à Thomas Melle pour son volume d'histoire Raumforderung
- 2009 : Martin Kluger pour son roman Der Vogel, der spazieren geht ; prix d'encouragement à Mathias Gatza pour son premier roman Der Schatten der Tiere
- 2010 : Clemens J. Setz pour son roman Die Frequenzen ; prix d'encouragement à Roman Graf pour son premier roman Herr Blanc
- 2011 : Friederike Mayröcker pour ich bin in der Anstalt, notes de bas de page sur une œuvre non écrite ; prix d'encouragement à Andrea Grill pour son roman Das Schöne und das Notwendige
- 2012 : Marlene Streeruwitz pour Die Schmerzmacherin ; prix d'encouragement à Joachim Meyerhoff pour son roman Alle Toten fliegen hoch, Amerika
- 2013 : Wolf Haas pour Verteidigung der Missionarsstellung ; prix d'encouragement à Andreas Stichmann pour son roman Das große Leuchten
- 2014 : Clemens Meyer pour son roman Im Stein ; prix d'encouragement à Roman Ehrlich pour son roman Das kalte Jahr
- 2015 : Marcel Beyer pour Graphit (poèmes) ; prix d'encouragement à Nadja Küchenmeister pour le volume de poésie Unter dem Wacholder
- 2016 : Henning Ahrens pour son roman Glantz und Gloria ; prix d'encouragement à Matthias Nawrat pour son roman Die vielen Tode unseres Opas Jurek
- 2017 : Terézia Mora pour son volume d'histoire Die Liebe unter Aliens ; prix d'encouragement à Senthuran Varatharajah pour son premier roman Vor der Zunahme der Zeichen
- 2018 : Thomas Lehr pour Schlafende Sonne ; prix d'encouragement à Laura Freudenthaler pour son roman Die Königin schweigt
- 2019 : Arno Geiger pour son roman Unter der Drachenwand ; prix d'encouragement à Heinz Helle pour son roman Die Überwindung der Schwerkraft
- 2020 : Barbara Honigmann pour son roman Georg ; prix d'encouragement à Tonio Schachinger pour son roman Nicht wie ihr
- 2021 : Marion Poschmann pour son volume de poésie Nimbus ; prix d'encouragement à Jana Volkmann pour son roman Auwald

## Littérature
- Wolfgang Emmerich (herausgegeben von), „Bewundert viel und viel gescholten ...“. Der Bremer Literaturpreis 1954–1998. Reden der Preisträger und andere Texte. Eine Dokumentation der Rudolf-Alexander-Schröder-Stiftung, Bremerhaven : Wirtschaftsverlag NW, 1999